# Comparazione di licenze di software libero
Elenco comparativo di alcune licenze di software libero.
Sia la Open Source Initiative (OSI) che la Free Software Foundation (FSF) hanno valutato con propri criteri le licenze utilizzate per la distribuzione di software libero.

## Elenco delle licenze approvate dalla OSI o giudicate dalla FSF
Come si può vedere nella tabella seguente, non tutte le licenze approvate esplicitamente dalla OSI sono considerate libere (free) dalla FSF, la quale considera libere e persino compatibili con la GPL alcune licenze non approvate dalla OSI.
Quest'ultima differenza è dovuta verosimilmente al fatto che le licenze vengono approvate dalla OSI dietro richiesta di chi le ha scritte, mentre il giudizio sulle licenze non scritte dalla FSF è stato dato da questa su propria iniziativa, per fare chiarimento rispetto alla compatibilità con la propria licenza GPL e anche per ribadire il proprio concetto di "libero".
Nella colonna "Approvata OSI" viene indicato con "OS" se tale licenza può essere considerata "open source". Nella colonna "Giudizio della FSF" vengono indicate con "GPL" le licenze ritenute dalla FSF compatibili con la licenza GNU General Public License scritta dalla FSF stessa. Con "free" vengono indicate le licenze giudicate libere dalla FSF. Un esplicito giudizio di "not free" è stato contrassegnato con un "no".

### Licenze approvate dalla OSI o giudicate free dalla FSF
| Licenza                                                         | Approvata OSI | Giudizio della FSF                                |
| --------------------------------------------------------------- | ------------- | ------------------------------------------------- |
| GNU General Public License (GPL)                                | OS            | GPL                                               |
| GNU Lesser General Public License (LGPL)                        | OS            | GPL                                               |
| license of the iMatix Standard Function Library                 |               | GPL                                               |
| licenza BSD originale                                           |               | free                                              |
| licenza BSD modificata                                          |               | GPL                                               |
| licenza MIT                                                     | OS            | GPL                                               |
| Qt Public License                                               | OS            | free                                              |
| Expat license (MIT License)                                     | OS            | GPL                                               |
| Standard ML of New Jersey Copyright License                     |               | GPL                                               |
| Cryptix General License                                         |               | GPL                                               |
| license of ZLib, libpng                                         | OS            | GPL                                               |
| license of Guile                                                |               | GPL                                               |
| GNU Ada compile                                                 |               | GPL                                               |
| Licenza PHP 2.02                                                |               | free                                              |
| Licenza PHP 3.01                                                | OS            | free                                              |
| license of Python 1.6a2 and earlier versions                    | OS            | GPL                                               |
| license of Python 2.0.1, 2.1.1, and newer versions              | OS            | GPL                                               |
| license of Python 1.6b1 and later versions, through 2.0 and 2.1 | OS            | free                                              |
| license of Perl                                                 |               | GPL                                               |
| Original Artistic License                                       | OS            | no                                                |
| Clarified Artistic License                                      |               | GPL                                               |
| Artistic License 2.0                                            |               | GPL                                               |
| LaTeX Project Public License                                    |               | free                                              |
| Arphic Public License                                           |               | free                                              |
| Apache License 1.0                                              | OS            | free                                              |
| Apache License 1.1                                              | OS            | free                                              |
| Zope Public License                                             |               | free                                              |
| license of xinetd                                               |               | free                                              |
| OpenLDAP License 2.3                                            |               | free                                              |
| Intel Open Source License                                       | OS            | GPL                                               |
| Ricoh Source Code Public License                                | OS            |                                                   |
| Nokia Open Source License                                       | OS            | free                                              |
| IBM Public License 1.0                                          | OS            | free                                              |
| Apple Public Source License                                     | OS            | no                                                |
| Apple Public Source License v.2.0                               |               | free                                              |
| Common Public License 0.5                                       | OS            | free                                              |
| Eiffel Forum License                                            | OS            | GPL (compatibile solo dalla v2)                   |
| Phorum License 1.2                                              |               | free                                              |
| license of Netscape JavaScript                                  |               | GPL                                               |
| Sun Industry Standards Source License 1.0                       | OS            | free                                              |
| Sun Public License                                              | OS            | free                                              |
| Sun Community Source License                                    |               | no                                                |
| Sun Solaris Source Code (Foundation Release) License 1.1        |               | no                                                |
| Netscape Public License                                         |               | free                                              |
| Mozilla Public License                                          | OS            | free                                              |
| Mozilla Public License 1.1                                      | OS            | GPL per casi particolari relativi alla sezione 13 |
| Netizen Open Source License 1.0                                 |               | free                                              |
| W3C Software Notice and License                                 | OS            | GPL                                               |
| Interbase Public License 1.0                                    |               | free                                              |
| Berkeley Database License (Sleepycat Software Product License)  | OS            | GPL                                               |
| Motosoto License                                                | OS            |                                                   |
| Vovida Software License 1.0                                     | OS            |                                                   |
| Jabber Open Source License 1.0                                  | OS            | free                                              |
| FreeType license                                                |               | free                                              |
| Open Compatibility License                                      |               | free                                              |
| MITRE Collaborative Virtual Workspace License                   | OS            |                                                   |
| Nethack General Public License                                  | OS            |                                                   |
| X.Net License                                                   | OS            |                                                   |
| Open Group Test Suite License                                   | OS            |                                                   |

### Licenze commentate dalla FSF in quanto ritenute da alcuni "libere"
| Licenza                     | Approvata OSI | Giudizio della FSF |
| --------------------------- | ------------- | ------------------ |
| Plan 9 License              |               | no                 |
| Open Public License         |               | no                 |
| YaST License                |               | no                 |
| Daniel Bernstein's licenses |               | no                 |
| Aladdin Free Public License |               | no                 |
| Scilab license              |               | no                 |

### Licenze riguardanti documentazione o raccolte di dati
| Licenza                                   | Approvata OSI | Giudizio della FSF |
| ----------------------------------------- | ------------- | ------------------ |
| GNU Free Documentation License (FDL)      |               | FDL                |
| FreeBSD Documentation License             |               | FDL                |
| Apple's Common Documentation License 1.0  |               | free               |
| Open Publication License 1.0              |               | free               |
| Open Content License 1.0                  |               | no                 |
| Open Directory License (dmoz.org License) |               | no                 |
| Design Science License                    |               | GPL                |